# Kaprys
Kaprys (wł. capriccio „zachcianka, wybryk, kaprys”) – forma muzyczna.
- W muzyce renesansu, żywa improwizowana kompozycja instrumentalna oparta na zasadzie kontrapunktu, będąca jednym ze źródeł fugi. Do rozwoju tej formy przyczynili się Girolamo Frescobaldi, Johann Jakob Froberger, Georg Friedrich Händel i Jan Sebastian Bach. Oprócz capriccia polifonicznego, wykształciło się również capriccio o charakterze swobodnym, zbliżone do fantazji, często o charakterze programowym. Inne nazwy używane zamiennie to: toccata, ricercar lub canzona[1][2].

- W muzyce romantycznej powstały dwie odmiany kaprysów:

1. zbliżone do etiudy, o charakterze popisowym (np. kaprysy na skrzypce solo Niccolò Paganiniego, Etiudy-kaprysy Henryka Wieniawskiego)[2].
2. miniatury zaliczane do liryki instrumentalnej (np. Capriccia Johannesa Brahmsa)[2].

Czasem forma capriccia była krzyżowana z innymi formami, np. Walc-kaprys Piotra Czajkowskiego, Rondo-capriccioso Felixa Mendelssohna-Bartholdy'ego
Znane kaprysy:
- Nikołaj Rimski-Korsakow - Kaprys hiszpański op. 34
- Piotr Czajkowski - Kaprys włoski op. 45
- Niccolò Paganini - Kaprys nr 24 z cyklu 24 kaprysów na skrzypce solo